# Скидан Валерій Русланович
Вале́рій Русла́нович Скида́н (нар. 12 квітня 1994, Новоград-Волинський, Житомирська область, Україна) — український футболіст, захисник.

## Біографія

### Юнацькі роки
Народився 12 квітня 1994 року в родини спортсменів. Батько Валерія був футболістом, воротарем дніпропетровського «Дніпра» в радянські часи, а мати була баскетболісткою. Валерій ходив на різні секції, але найбільше любив футбол. Перші ази у футболі йому дав батько та хресний — Близниченко Валерій Анатолійович.
Розпочав навчатись футболу в Новограді-Волинському, у дитячо-юнацькій школі, граючи на область. Там у команді він мав хорошу з'вязку з Андрієм Близниченком, але незабаром Андрія забрали в запорізький «Металург», а Скидана, коли він навчався в шостому класі, у київське РВУФК. Проте вже в десятому класі Скидану сказали, що він слабкий, і відправили додому. За весь цей час він зіграв не більше десяти ігор, але певний футбольний і життєвий досвід отримав.
Після цього Валерій навчався вдома півроку, грав за «Коростень» у першому дивізіоні. Тренером тієї команди був Анатолій Петрович Журавський, який ставив постійно молодого захисника в основний склад. Півроку погравши за «Коростень», у Скидана з'явилася пропозиція з Моршина в місцеву «Скалу». Пройшовши перегляд, Скидан одразу сподобався тренеру.

### Професіональні роки
Погравши один сезон за «Скалу» в ДЮФЛ, Валерія взяли до основної команди, за яку він 3 вересня 2011 року дебютував у професіональних змаганнях у матчі Другої ліги проти «СКАД-Ялпуга», який завершився впевненою перемогою стриян із рахунком 5:0. Щоправда, пробувши в команді один рік, закріпитися в основі у Скидана не вийшло. Тому забравши документи за власним бажанням, він відправився в пошуках нової команди.
Наступним клубом Валерія став херсонський «Кристал». Там він успішно пройшов перегляд і незабаром підписав контракт. Але провести за основну команду бодай один матч не зумів. Отримавши травму в матчі на чемпіонат міста, він відправився додому й після того більше не захотів їхати в цей клуб. Просидівши півроку вдома й залікувавши травму, Скидан знову вирушив на перегляд, цього разу в «Севастополь-2». Пробувши там два місяці, Валерію сказали, що з ним підпишуть контракт, але після гри з дублем «Таврії» до нього підійшов тренер і сказав, щоб він їхав додому.
За час, проведений у Севастополі, закрилося трансферне вікно, і єдиною командою, яка могла заявляти гравців, була «Жемчужина» (Ялта). Пройшовши успішно перегляд, Скидан із весни став виступати за ялтинський клуб у Другій лізі. Улітку 2013 року «Жемчужину» позбавили атестату і Скидан на правах вільного агента підписав контракт із київським «Динамо-2».
У 2014 році на правах оренди перейшов до складу чернівецької «Буковини», отримавши 5 номер, зміг закріпитися і стати ключовим гравцем в лінії захисту. Узимку сезону 2014/15 повернувся в розташування другої команди київського «Динамо», отримавши 24 номер. У червні 2016 року закінчив виступи за «Динамо-2» у зв'язку із розформуванням команди. 1 вересня 2016 року було офіційно оголошено, що Скидан став гравцем «Тернополя», за який виступав до завершення сезону 2016/17 (проте через травму яку отримав наприкінці вересня, всі наступні календарні матчі Валерій пропустив). У літнє міжсезоння (2017) став гравцем МФК «Миколаєва», де впродовж одного сезону виступав за «Миколаїв-2» в другій українській лізі.
В 2018—2021 роках виступав в нищолігових командах чемпіонату Польщі та Словаччини. Перед стартом 2022/23 сезону став гравцем команди рідного міста: ПФК «Звягель». За підсумками сезону провів 15 офіційних матчів (2 голи), а остання гра сезону стала для Руслана 50-ою у Другій лізі України.